# دوگاس (آریزونا)
دوگاس (به انگلیسی: Dugas) یک منطقهٔ مسکونی در ایالات متحده آمریکا است که در آریزونا واقع شده‌است. دوگاس ۱٬۲۰۰ متر بالاتر از سطح دریا واقع شده‌است.